# العلاقات الأفغانية الهندية
تُعد العلاقات الثنائية بين أفغانستان والهند قوية وودية بشكل تقليدي. تجاور البلدان عبر التاريخ، ووُجِدت روابط ثقافية عميقة تجسدت في مجالات مثل الموسيقى والطعام واللغة، وذلك بالإضافة إلى بوليوود والكريكت.
كانت جمهورية الهند الدولة الوحيدة في جنوب آسيا التي اعترفت بجمهورية أفغانستان الديمقراطية المدعومة من الاتحاد السوفيتي في ثمانينيات القرن الماضي؛ وذلك على الرغم من انحدار العلاقات خلال الحرب الأهلية الأفغانية في التسعينيات من القرن العشرين وحكومة طالبان. ساعدت الهند على الإطاحة بطالبان، وأصبحت أكبر مزود إقليمي للمساعدات الإنسانية وإعادة الإعمار لجمهورية أفغانستان الإسلامية الحالية. يعمل الهنود في مشاريع بناء مختلفة كجزء من جهود الهند لإعادة البناء في أفغانستان. تدّعي باكستان أن جهاز المخابرات الهندية، جناح البحث والتحليل الهندي، يعمل سرًا على إيذاء باكستان وتدريب ودعم المتمردين، وهو ادّعاء رفضته الهند والولايات المتحدة بشدة، إذ تُعد الأخيرة تاريخيًا حليفًا قويًا لباكستان.
قال ابن عم الرئيس آنذاك حامد كرزاي في عام 2007 إن الهند هي «أعز شريك لأفغانستان». أشار شيدا محمد العبدلي، سفير أفغانستان في الهند، في أبريل عام 2017 إلى أن الهند «هي أكبر مانح إقليمي لأفغانستان، وخامس أكبر دولة مانحة على مستوى العالم بمساعدات تزيد عن 3 مليارات دولار. بنت الهند أكثر من 200 مدرسة عامة وخاصة، ورعت أكثر من 1000 منحة دراسية، واستضافت أكثر من 16000 طالب أفغاني». نقلت وزارة الخارجية الأفغانية عن الهند، في أعقاب تفجير السفارة الهندية في كابول عام 2008، أنها «دولة شقيقة»، والعلاقة بينهما كدولة واحدة «لا يمكن لأي عدو أن يعرقلها». عُزّزِت العلاقات بين أفغانستان والهند بشكل كبير في عام 2011 من خلال التوقيع على اتفاقية شراكة إستراتيجية، وهي الأولى في أفغانستان منذ الغزو السوفيتي في عام 1979.
وافق 50% من الأفغان على الأداء الوظيفي للقيادة في الهند ورفض 44% منهم ذلك، ورفض 6% منهم الإجابة، وذلك وفقًا لاستطلاع أجرته مؤسسة غالوب في عام 2010، والذي تضمن مقابلات مع 1000 بالغ. صُنِّفت أعلى نسبة موافقة في الهند، وكانت أكثر من أي دولة أخرى في آسيا. أظهر الاستطلاع أن البالغين الأفغان هم أكثر ميلًا للموافقة على القيادة الهندية من القيادة الصينية أو الأمريكية.

## التاريخ
غزا عدد من الغزاة، الذين استقروا في ما يُعرف اليوم بأفغانستان، شمال الهند بين القرن العاشر ومنتصف القرن الثامن عشر. كان من بينهم الغزنويون والغوريون والخليجيون والصوريون والمغول والدرانيون. بدأ العديد من الأفغان خلال هذه العصور في الهجرة إلى الهند بسبب الاضطرابات السياسية في مناطقهم، وخاصة خلال فترة المغول (1526-1858).
كان خان عبد الغفار خان وخان صاحب قائدين بارزين لحركة الاستقلال الهندية، ومؤيدين نشطين للمؤتمر الوطني الهندي. أدى دعم البشتون النشط للنضال من أجل الحرية الهندية إلى تعاطف كبير في الهند تجاه قضية الاستقلال والحرية البشتونية، وذلك على الرغم من أن الإقليم الحدودي الشمالي الغربي أصبح جزءًا من باكستان في عام 1947. واصلت الحكومة الهندية دعم زعيم البشتون خان عبد الغفار خان في الضغط على رفع سقف الحرية البشتونية في الإقليم الحدودي الشمالي الغربي.
عمل الهنود في مشاريع بناء مختلفة كجزء من جهود الهند لإعادة البناء في أفغانستان، وذلك على الرغم من اتهام وكالة المخابرات الهندية، جناح البحث والتحليل الهندي، من قبل دول مثل باكستان بالعمل على إيذاء باكستان وتدريب ودعم المتمردين. قُدِّر عدد هؤلاء العمال بما يتراوح بين 3000 و4000 عامل. غالبًا ما واجه المواطنون الهنود المتمركزون في أفغانستان تهديدات أمنية مستمرة في البلاد، وحدثت العديد من عمليات الخطف والهجمات المقصودة (مثل الهجوم على كابول في فبراير 2010).
وُقِّع على معاهدة صداقة مدتها خمس سنوات بين البلدين في نيودلهي في يناير عام 1950. نصت المعاهدة على إنشاء مراكز دبلوماسية وقنصلية في أراضي كلا البلدين، وذلك عدا التأكيد على «السلام والصداقة الأبديين بين الحكومتين».

### الاحتلال السوفيتي لنظام طالبان
كانت جمهورية الهند الدولة الوحيدة في جنوب آسيا التي اعترفت بجمهورية أفغانستان الديمقراطية المدعومة من الاتحاد السوفيتي، والوجود العسكري للاتحاد السوفيتي في الأراضي الأفغانية، وقدمت مساعدات إنسانية لحكومة الرئيس نجيب الله في أفغانستان. واصلت الهند دعم حكومة نجيب الله بالمساعدات الإنسانية، وذلك بعد انسحاب القوات المسلحة السوفيتية من أفغانستان في عام 1989. دعمت الهند مع المجتمع الدولي الحكومة الائتلافية المسيطرة بعد سقوطها، وانتهت العلاقات والاتصالات مع اندلاع حرب أهلية أخرى، فأدى ذلك إلى تزويد ميليشيا طالبان بالقوة. اعتُرِف بنظام طالبان فقط من قبل باكستان والمملكة العربية السعودية والإمارات العربية المتحدة. أدى تدمير آثار بوذا في باميان من قبل طالبان إلى سخط كبير واحتجاجات غاضبة في الهند. هبطت رحلة الخطوط الجوية الهندية 814 المختطفة في عام 1999، وبقيت في قندهار في أفغانستان واشتُبه في دعم طالبان لهم. أصبحت الهند أحد الداعمين الرئيسيين للتحالف الشمالي المناهض لطالبان.

## الاقتصاد
سعت الهند لتوسيع وجودها الاقتصادي في أفغانستان، وذلك خلال سحب التحالف الدولي الذي يقاتل طالبان قواته المقاتلة خلال عام 2014. أرادت تحسين اتصال النقل والتعاون الاقتصادي بشكل خاص مع دول في وسط وجنوب آسيا. استثمرت الهند 10.8 مليار دولار في أفغانستان منذ عام 2012، وكان من المرجح أن تظهر المزيد من هذه المشاريع بعد انسحاب الناتو. تشمل هذه المشاريع إنشاء مناجم خام الحديد، ومصنع 6 إم تي بّي إيه للصلب (بواسطة هيئة الصلب الهندية المحدودة)، ومحطة طاقة بقوة 800 ميغا واط، ومشاريع الطاقة الكهرومائية، وخطوط النقل والطرق وما إلى ذلك.
ساعدت الهند الأفغان في إعادة بناء سد سلمى في محافظة هراة. وفر هذا السد الناتج عن الصداقة الهندية الأفغانية الري لمساحة 75 ألف هكتار من الأراضي الزراعية في منطقة چشت شریف، وذلك بالإضافة إلى إنتاج 42 ميغا واط من الطاقة. كان من المقرر أن توقع الهند وإيران اتفاقية عبور بشأن نقل البضائع إلى أفغانستان غير الساحلية. استثمرت الحكومة الهندية أكثر من 100 مليون دولار أمريكي في توسيع ميناء جابهار في جنوب شرق إيران، والذي كان بمثابة مركز لنقل البضائع العابرة. بنت الهند أيضًا مجمع برلماني جديد للحكومة الأفغانية بقيمة 710 كرور روبية هندية (115 مليون دولار). افتُتِح هذا المبنى في 25 ديسمبر عام 2015. أنشأت الهند وأفغانستان ممرين جويين لتسهيل التجارة الثنائية، وذلك منذ أن رفضت باكستان الوصول إلى أراضيها.

### سد الصداقة الأفغانية الهندية
سد سلمى، سد الصداقة الأفغانية الهندية رسميًا، هو مشروع سد مخصص للطاقة الكهرومائية والري يقع على نهر هاري في منطقة چشت شريف في مقاطعة هراة في غرب أفغانستان. أعاد مجلس الوزراء الأفغاني تسمية سد سلمى إلى سد الصداقة الأفغانية الهندية في خطوة لتعزيز العلاقات بين البلدين.
تنتج المحطة الكهرومائية 42 ميغا واط من الطاقة، بالإضافة إلى توفير الري لمساحة 75 ألف هكتار من الأراضي الزراعية (أي استقرار الري الحالي لمساحة 35 ألف هكتار، وتطوير مرافق الري إلى 40 ألف هكتار إضافية من الأراضي).
افتُتح السد في 4 يونيو عام 2016 من قبل رئيس الوزراء الهندي ناريندرا مودي مع الرئيس الأفغاني أشرف غني.

## مقارنة بين البلدين
هذه مقارنة عامة ومرجعية للدولتين:
| وجه المقارنة                                              | أفغانستان                    | الهند                       |
| --------------------------------------------------------- | ---------------------------- | --------------------------- |
| المساحة (كم2)                                             | 652.23 ألف                   | 3.29 مليون                  |
| عدد السكان (نسمة)                                         | 34.94 مليون                  | 1.35 مليار                  |
| الكثافة السكانية (ن./كم²)                                 | 53.57                        | 410.33                      |
| العاصمة                                                   | كابل                         | نيودلهي                     |
| اللغة الرسمية                                             | اللغة البشتوية، اللغة الدرية | اللغة الهندية، لغة إنجليزية |
| العملة                                                    | أفغاني                       | روبية هندية                 |
| الناتج المحلي الإجمالي (بليون دولار)                      | 20.82 مليار                  | 2.60 تريليون                |
| الناتج المحلي الإجمالي (تعادل القوة الشرائية) بليون دولار | 62.62 مليار                  | 8.00 تريليون                |
| الناتج المحلي الإجمالي الاسمي للفرد دولار أمريكي          | 594                          | 1.60 ألف                    |
| الناتج المحلي الإجمالي للفرد دولار أمريكي                 | 1.93 ألف                     | 5.70 ألف                    |
| مؤشر التنمية البشرية                                      | 0.479                        | 0.609                       |
| رمز المكالمات الدولي                                      | +93                          | +91                         |
| رمز الإنترنت                                              | .af                          | .in، .भारत ‏، .بھارت ‏،        |
| المنطقة الزمنية                                           | ت ع م+04:30                  | ت ع م+05:30، توقيت الهند    |

## منظمات دولية مشتركة
يشترك البلدان في عضوية مجموعة من المنظمات الدولية، منها:
| علم المنظمة | اسم المنظمة                        | تاريخ انضمام أفغانستان | تاريخ انضمام الهند |
| ----------- | ---------------------------------- | ---------------------- | ------------------ |
|             | يونسكو                             | 4 مايو 1948            | 4 نوفمبر 1946      |
|             | مؤسسة التمويل الدولية              | 23 سبتمبر 1957         | 20 يوليو 1956      |
|             | بنك التنمية الآسيوي                | 1966                   | 1966               |
|             | منظمة حظر الأسلحة الكيميائية       | ?                      | ?                  |
|             | مؤسسة التنمية الدولية              | 2 فبراير 1961          | 24 سبتمبر 1960     |
|             | وكالة ضمان الاستثمار متعدد الأطراف | 16 يونيو 2003          | 6 يناير 1994       |
|             | الاتحاد البريدي العالمي            | ?                      | ?                  |
|             | منظمة الشرطة الجنائية الدولية      | ?                      | ?                  |
|             | الأمم المتحدة                      | 19 نوفمبر 1946         | 30 أكتوبر 1945     |
|             | الاتحاد الدولي للاتصالات           | 12 أبريل 1928          | 1869               |
|             | البنك الدولي للإنشاء والتعمير      | 14 يوليو 1995          | 27 ديسمبر 1945     |

## أعلام
هذه قائمة لبعض الشخصيات التي تربطها علاقات بالبلدين:
- أرباز خان (4 أغسطس 1967 –)
- إدريس شاه (16 يونيو 1924[37][38] – 23 نوفمبر 1996[37][38][39])
- سلمان خان (27 ديسمبر 1965[40] –)
- سهيل خان (20 ديسمبر 1970 –)
- سيلينا جيتلي (24 نوفمبر 1981 –)
- شريفي عبد الظاهر (23 مايو 1910 – 21 أكتوبر 1982)
- شير شاه (1486 – 22 مايو 1545)
- عبد الرحمن بازهواك (دبلوماسي أفغاني، 7 مارس 1919 – 8 يونيو 1995)
- علاء الدين الخلجي (إسكندر الإسلام، 1266 – 4 يناير 1316)
- فاردين خان (8 مارس 1974 –)
- فيروز خان (25 سبتمبر 1939 – 27 أبريل 2009)
- قادر خان (كاتب سيناريو وممثل هندي كندي، 22 أكتوبر 1937 – 31 ديسمبر 2018)
- محمد حميد أنصاري (دبلوماسي هندي، 1 أبريل 1937[41] –)

## وصلات خارجية
- موقع وزارة الخارجية الأفغانية
- موقع وزارة الخارجية الهندية